# Ad-Dustour (ziar din Iordania)
Ad-Dustour (în arabă  الدستور, care înseamnă Constituția) este un cotidian arab publicat în Iordania. Sediul central se află în Amman, Iordania.

## Istorie și profil
Primul număr al Ad-Dustour a fost publicat la 28 martie 1967 ca urmare a fuziunii a două publicații: Filastin (în arabă  فلسطين) și Al Manar (în arabă  المنار) publicat în Cisiordania și care și-a încetat publicarea în 1967 din cauza Războiului de șase zile.
Cotidianul a aparținut unei companii private până în 1986, când guvernul iordanian a cumpărat o parte din aceasta. Ziarul are aproape 600 de angajați.
Din 1991 până în 1995, Musa Keilani a ocupat funcția de redactor-șef al cotidianului. Redactorul său a fost Nabil Sharif până în februarie 2009. Actualul său redactor-șef este Mustafa Riyalat.
În 1998, cotidianul a intrat în online, primul ziar din lumea arabă care a făcut acest lucru.{nc}
Tirajul estimat al Ad-Dustour era de 40.000 de exemplare, iar în 2003 tirajul era de 90.000 de exemplare.

## Conținut
Ziarul conține patru sau cinci secțiuni:
- Prima secțiune: pentru titluri importante și pentru știrile interne.
- Secțiunea a doua: pentru știrile internaționale, afaceri și economie.
- Addustour Alriyadi: pentru știrile sportive internaționale și interne.
- Doroob: pentru știrile diverse legate de sănătate și stiluri de viață.
- Secțiunea culturală: această secțiune apare în fiecare vineri și conține evenimente culturale interne, regionale și internaționale.
- Al-Shabab: Această secțiune este publicată în fiecare miercuri și zilnic în timpul unor competiții sportive importante, cum ar fi Cupa Mondială FIFA Acesta acoperă evenimentele săptămânale interne și internaționale pentru tineret.[10]